# Дупница
Дупница (Дубница, у раздобљу 1950-90. Станке Димитров) град је у Републици Бугарској, у западном делу земље. Град је друго по величини градско насеље Ћустендилске области.
Дупница је најближи град веома познатом Рилском манастиру.

## Географија
Град Дупница се налази у западном делу Бугарске. Од престонице Софије Дупница је удаљена 60 km јужно, на ауто-путу који повезује Софију са Грчком и Солуном.
Област Дупнице налази на западним падинама планине Рила, једне од најпознатијих планина Балкана. Град је на знатној надморској висини од 535 m, али је његов прометни положај веома повољан. Наиме, кроз град пролази главна веза престонице Софије са југозападом Бугарске и Грчком.
Клима у граду је континентална са утицајима планинске климе због знатне надморске висине места.

## Историја
Дупница је старо насеље, насељено још у време Трачана. Затим су следила раздобља владавине више цивилизација: стари Рим, Византија, средњовековна Бугарска, када се насеље назива Тобиницом, Дуплом и Дибницом. Међутим, насеље није било значајно све до новијег времена.
Године 1857. извесни Михаило Ђорђевић се по повратку из Кијева, где се школовао на Духовној академији вратио у завичај. Ту је у месту "Дупничка Џемаја" (можда Џерман?) код Дупнице, одржао школу, којој је претило затварање. У месту Дупници је од 1860. до 1877. године радила српска народна школа.
Као градко насеље Дупница се први пут јавља у писаним списима Османског царства, а брз развој град је доживео по ослобођењу 1878. године. Срби из Дупнице се нису мирили да потпадну под бугарску власт па су иступали на зборовима и поптписивали петиције, обраћајући се кнезу Милану, руском цару или страним конзулима. Тако су Срби из нахија Дупнице, Самокова и Радомира оверили заједничку петицију са 80 општинских печета. Затим су 16. јула 1878. године 50 Срба из Дупнице потписом потврдиле петицију. Дупница је тада ипак припојена нонооснованој држави Бугарској, али је била на самој јужној граници земље, на важном граничном прелазу, који је потакао развој града као пограничног трговишта.
Дупница се у раздобљу 1950-1990. године називала Станке Димитров по истоименом комунистичком прваку из Бугарске.

## Становништво
По проценама из 2007. године град Дупница је имао око 40.000 ст. Претежан део градског становништва су етнички Бугари (преко 95%). Остатак су махом Роми. Последњих 20ак година град губи становништво због удаљености од главних токова развоја у земљи. Оживљавање привреде требало би зауставити негативни демографски тренд.
Већинска вероисповест становништва је православна.

## Партнерски градови
- Брјанск

## Галерија
- Кућа у градској пешачкој зони
- Гимназија у Дупници
- Спортска хала